# CunninLynguists
CunninLynguists är en amerikansk rap-grupp. Namnet är en ordlek, som anspelar dels på engelskans cunning linguist (listig lingvist) och dels på cunnilingus (oralsex).
Gruppens första LP, Will rap for food, släpptes i oktober 2001. Deras andra LP, Southernunderground, släpptes i april 2003 på Freschest Records. Skivan gästspelades av bland andra Masta Ace och Supastition.

## Diskografi

### Studioalbum
- Will Rap for Food, släppt 20 obtober 2001 under Urban Acres Entertainment
- SouthernUnderground, släppt 1 april 2003 under Freshchest Records
- A Piece of Strange, släppt 24 januari 2006 under QN5 Music/L.A. Underground
- Dirty Acres, släppt 27 november 2007 under APOS Music/Bad Taste Records
- Oneirology, släppt 22 mars 2011 under APOS Music/Bad Taste

### Blandband
- Sloppy Seconds Volume One, släppt 29 juli 2003 under Freshchest Records
- Sloppy Seconds Volume Two, släppt 23 maj 2005 under QN5 Music/L.A. Underground
- Strange Journey Volume One, släppt 26 maj 2006 under APOS Music
- Strange Journey Volume Two, släppt 3 november 2009 under APOS Music
- Strange Journey Volume Three, släppt 1 april 2014 under Bad Taste Records

### Singlar
- "So Live!"/"Thugged Out Since Cub Scouts" b/w "616 Rewind"
- "Seasons" b/w "Sunrise, Sunset"
- "Dirtay" b/w "Smoke Out" (Cashmere the Pro)
- "Yellow Lines"
- "Mexico" b/w "Wonderful"
- "Never Come Down (The Brownie Song)"
- "Cocaine"
- "Don't Leave (When Winter Comes)" b/w "Nothing But Strangeness"
- "Running Wild"
- "To Be for Real"
- "Imperial"
- "Stars Shine Brightest (In The Darkest Of Night)"
- "Hard As They Come (Act I)"
- "Darkness (Dream On)"